# Publius Flavonius Paulinus
Publius Flavonius Paulinus war ein im 2. oder 3. Jahrhundert n. Chr. lebender Angehöriger des römischen Senatorenstandes. Durch eine Inschrift, die in Antiochia Pisidiae gefunden wurde, ist seine Laufbahn bekannt, die als cursus inversus, d. h. in absteigender Reihenfolge wiedergegeben ist.
Paulinus übte zunächst im Rahmen des Vigintivirats das Amt eines IIIIvir viarum curandarum (βιόκουρον) aus. Im Anschluss leistete er seinen Militärdienst als Tribunus laticlavius (χειλίαρχον πλατύσιμον), zuerst in der Legio X Fretensis, die ihr Hauptlager in Jerusalem in der Provinz Syria Palaestina hatte und danach in der Legio XII Fulminata, die ihr Hauptlager in Melitene in der Provinz Cappadocia hatte. Im Anschluss wurde er Quaestor urbanus (κουαίστορα) in Rom. Danach war er Quaestor in der Provinz Cyprus (ταμίαν ἐπαρχίας Κύπρου). Als Nächstes war er als Legatus dem Statthalter in der Provinz Lycia et Pamphylia zugeteilt (πρεσβευτὴν Λυκίας Παμφυλίας). Nach Rom zurückgekehrt, wurde er Aedilis cerialis (αἰδίλιν κερεάλιν) und Praetor (πραίτορα). Danach war er Kommandeur (Legatus legionis) einer Legion (ἡγεμόνα λεγεῶνος), deren Name in der Inschrift beschädigt ist.
Paulinus stammte aus Antiochia Pisidiae und war in seiner Heimatstadt Patron.

## Herkunft und Laufbahn
Bernard Rémy nimmt an, dass Paulinus sehr wahrscheinlich dem römischen Ritterstand (Eques) entstammte. Clinton W. Keyes hält es dagegen für ziemlich sicher, dass er von Geburt an dem römischen Senatorenstand angehörte.
Die Reihenfolge der einzelnen Ämter der Laufbahn ist in der Inschrift im Großen und Ganzen zwar in absteigender Reihenfolge angegeben, sie weist aber einige Unregelmäßigkeiten in der Abfolge auf. Die obige Reihenfolge der Ämter folgt Rémy und Keyes. Laut Bernard Rémy nahmen andere Historiker an, dass Paulinus Legatus in Lycia et Pamphylia erst nach der Praetur wurde.

## Name der Legion
Der Name der Legion wurde vom Erstbeschreiber der Inschrift, D. M. Robinson, als Αιγυπτικο(υ) angegeben; bei L’Année épigraphique findet sich die Version ΑΙΓΥΠΤΙΚΟΣ. Von Franz Schehl wurde anstelle von Αιγυπτικου die Lesung αʹ Ἰτ(αλικῆς) ὑπ(α)τικό(ν) vorgeschlagen; diese Version findet sich auch bei der Epigraphik-Datenbank Clauss-Slaby (EDCS) und bei den griechischen Inschriften des Packard Humanities Institute. Von William Mitchell Ramsay wurde dagegen die Lesung (α) αʹτ[ι]υ[τρ]ιχος vorgeschlagen; diese Lesung wurde von Arthur Stein übernommen.
Bernard Rémy hält Αιγυπτιχου für unmöglich, da die in Ägypten stationierten Legionen nicht von Senatoren kommandiert wurden. Im Falle von αʹ Ἰταλικῆς ὑπατικόν hätte Paulinus gleich nach dem Kommando über die Legio I Italica einen Konsulat erreicht; Rémy hält dies für wenig wahrscheinlich. Er schließt sich daher Ramsay an und hält es für plausibel, dass Paulinus Kommandeur der Legio I Adiutrix war.

## Datierung
Die Inschrift wird bei der EDCS auf 140/181 datiert. Laut Bernard Rémy datierte D. M. Robinson die Laufbahn von Paulinus in das 2. Jahrhundert. Clinton W. Keyes datiert sie zwischen 140 und 250. Bernard Rémy datiert sie in die Jahre um 250.